# Huub Doek
Hubertus Antonius (Huub) Doek (Utrecht, 13 juni 1947) is een Nederlands politicus. Namens het Christen-Democratisch Appèl was hij vanaf 10 juni 2003 tot 7 juni 2011 lid van de Eerste Kamer der Staten-Generaal.

## Loopbaan
Doek studeerde fiscale economie aan de Katholieke Hogeschool Tilburg. Hij was 27 jaar lang belastingadviseur, totdat hij in 2001 gedeputeerde werd in de provincie Gelderland. In 1999 was hij lid geworden van de Provinciale Staten in Gelderland.
Na de Eerste Kamerverkiezingen 2003 werd Doek lid van de Eerste Kamer. Hij hield zich in de senaat bezig met Economische Zaken, Financiën en Cultuur. Van 16 juli 2004 tot 1 januari 2005 was Doek ten tijde van een herindelingsproces waarnemend burgemeester van de gemeente Groenlo (deze gemeente werd op 1 januari 2005 opgeheven) en van 1 januari tot 1 september 2005 waarnemend burgemeester van de nieuwe gemeente Oost Gelre (heette toen ook nog Groenlo). Bij de Eerste Kamerverkiezingen 2007 werd hij herkozen.

## Persoonlijk
Doek is rooms-katholiek. Hij is getrouwd, is woonachtig in Arnhem en heeft één zoon.
Doek is sinds 2013 voorzitter van de Stichting Kasteel Middachten in de Steeg.
- Parlement.com: vggm1fdz6st8